# Sergio Pérez Leyva
Sergio Pérez Leyva (Vitoria, Álava, 15 de mayo de 1993) es un jugador de fútbol español que juega como portero en la UB Conquense de Tercera División RFEF grupo XVIII.

## Trayectoria
Formado en la cantera del C.F.Zaramaga y del Deportivo Alavés, en la temporada 2012-2013 llega al Deportivo Alavés "B" (3ª División) siendo convocado como portero reserva del primer equipo para el partido contra F. C. Barcelona en la Copa del Rey el 28 de noviembre de 2012.
Terminada la temporada ficha por el C.D. Mirandés "B" (1ª División Regional Aficionados de Castilla y León), consiguiendo el ascenso a 3ª División al terminar la temporada. Durante la misma es convocado con el primer equipo por parte de Carlos Terrazas en una ocasión.
El 28 de septiembre de 2014 debutó en Segunda División contra el Real Betis Balompié en el Estadio Benito Villamarín con derrota para los visitantes de 2-0, jugando otros 3 partidos más a lo largo del curso. La siguiente temporada, pese a seguir contando con ficha del filial, se convierte en el portero reserva de Raúl Fernández superando a Imanol Elías. Finalmente, en la temporada 2016/17 entra a formar parte de manera oficial de la primera plantilla, iniciando la temporada como titular.

## Clubes
| Club                  | País   | Año         | Part. | Goles |
| --------------------- | ------ | ----------- | ----- | ----- |
| Deportivo Alavés "B"  | España | 2012 - 2013 | -     | -     |
| C. D. Mirandés "B"    | España | 2013 - 2015 | -     | -     |
| C. D. Mirandés        | España | 2014 - 2018 | 22    | -32   |
| Burgos Promesas       | España | 2019 - 2020 |       |       |
| U. E. Cornellà        | España | 2019 - 2020 |       |       |
| Club Deportivo Toledo | España | 2020 - 2021 |       |       |
| U. B. Conquense       | España | 2021 -      |       |       |

Datos actualizados el 01-03-2017